# Santa Catarina (Vagos)
Santa Catarina ist ein Ort und eine ehemalige Gemeinde (Freguesia) im portugiesischen Kreis Vagos. Die Gemeinde hatte 989 Einwohner (Stand 30. Juni 2011).
Am 29. September 2013 wurden die Gemeinden Santa Catarina und Ponte de Vagos zur neuen Gemeinde União das Freguesias de Ponte de Vagos e Santa Catarina zusammengeschlossen.